# Stenstjärnet, Dalsland
Stenstjärnet är en sjö i Dals-Eds kommun i Dalsland och ingår i Göta älvs huvudavrinningsområde. Sjön har en area på 0,137 kvadratkilometer och ligger 204,9 meter över havet. Sjön avvattnas av vattendraget Kvarnebäcken.

## Delavrinningsområde
Stenstjärnet ingår i det delavrinningsområde (654802-127347) som SMHI kallar för Vid Q i Län punkt. Medelhöjden är 197 meter över havet och ytan är 6,97 kvadratkilometer. Det finns inga avrinningsområden uppströms utan avrinningsområdet är högsta punkten. Kvarnebäcken som avvattnar avrinningsområdet har biflödesordning 4, vilket innebär att vattnet flödar genom totalt 4 vattendrag innan det når havet efter 287 kilometer. Avrinningsområdet består mestadels av skog (93 procent). Avrinningsområdet har 0,29 kvadratkilometer vattenytor vilket ger det en sjöprocent på 4,2 procent.